# Cathy Yan
Pour les articles homonymes, voir Yan (homonymie).
Cathy Yan (閻羽茜) est une réalisatrice sino-américaine, née en 1983 en Chine.

## Biographie
Cathy Yan nait en Chine. Elle grandit ensuite à Hong Kong puis à Washington, DC. En 2008, elle sort diplômée de la Woodrow Wilson School of Public and International Affairs à l'Université de Princeton. En 2014, elle décroche un MBA à la Stern School of Business puis un MBA/MFA à la Tisch School of the Arts de New York en 2016,.
Cathy Yan travaille ensuite comme reporter au Los Angeles Times et au Wall Street Journal à New York, Hong Kong et Pékin avant de se lancer dans la réalisation.
Après plusieurs courts métrages, elle écrit et réalise le long métrage Dead Pigs, qui sort en 2018. Le film est présenté au Festival du film de Sundance 2018 où il remporte un prix spécial du jury pour l'ensemble des acteurs,.
En avril 2018, elle est choisie pour réaliser le film Birds of Prey, huitième film de l'univers cinématographique DC, centré sur Harley Quinn et inspiré des comics du même nom ; le film sort en février 2020.

## Filmographie
Sauf indication contraire, les informations mentionnées dans cette section peuvent être confirmées par la base de données cinématographiques IMDb,  présente dans la section « Liens externes ».
- 2013 : Last Night (court métrage)
- 2016 : Down River (court métrage)
- 2016 : According to My Mother (court métrage)
- 2018 : Dead Pigs (long métrage)
- 2020 : Birds of Prey (et la fantabuleuse histoire de Harley Quinn) (Birds of Prey (and the Fantabulous Emancipation of One Harley Quinn))